# Уссем Ауар
Уссе́м Ауа́р (фр. Houssem Aouar, нар. 30 червня 1998, Ліон) — французький і алжирський футболіст, півзахисник клубу «Рома».

## Клубна кар'єра
Народився 30 червня 1998 року в місті Ліон. Вихованець юнацьких команд «Віллербан» та «Ліона», в академію якого перейшов в одинадцятирічному віці. З 2015 року грав за другу команду. З сезону 2016/17 став залучатись до тренувань з основною командою.
16 лютого 2017 року дебютував за «Ліон» у поєдинку Ліги Європи проти АЗ, вийшовши на заміну на 84-ій хвилині замість Серхі Дардера. 16 квітня 2017 року Ауар дебютував у Лізі 1 у поєдинку проти «Бастії», вийшовши в стартовому складі, проте матч було перервано і відкладено. Всього в дебютному сезоні виходив на поле в трьох зустрічах. З наступного сезону став частіше залучатись до матчів першої команди, а з жовтня 2017 став основним центральним півзахисником команди. Станом на 20 вересня 2019 року відіграв за команду з Ліона 77 матчів у національному чемпіонаті.

## Виступи за збірні
2014 року провів свою першу і єдину гру у складі юнацької збірної Франції.
З 2017 року залучався до складу молодіжної збірної Франції. На молодіжному рівні зіграв у 12 офіційних матчах.

## Статистика виступів

### Статистика клубних виступів
| Сезон             | Команда           | Чемпіонат         | Чемпіонат | Чемпіонат | Національний кубок | Національний кубок | Національний кубок | Континентальні кубки | Континентальні кубки | Континентальні кубки | Інші змагання | Інші змагання | Інші змагання | Усього | Усього |
| Сезон             | Команда           | Ліга              | Ігор      | Голів     | Ліга               | Ігор               | Голів              | Ліга                 | Ігор                 | Голів                | Ліга          | Ігор          | Голів         | Ігор   | Голів  |
| ----------------- | ----------------- | ----------------- | --------- | --------- | ------------------ | ------------------ | ------------------ | -------------------- | -------------------- | -------------------- | ------------- | ------------- | ------------- | ------ | ------ |
| 2016–17           | «Ліон»            | Л1                | 3         | 0         | КФ+КЛ              | -                  | -                  | ЛЧ+ЛЄ                | 0+2                  | 0+1                  |               | -             | -             | 5      | 1      |
| 2017–18           | «Ліон»            | Л1                | 32        | 6         | КФ+КЛ              | 8+0                | 1+0                | ЛЄ                   | 8                    | 1                    |               | -             | -             | 44     | 7      |
| 2018–19           | «Ліон»            | Л1                | 37        | 7         | КФ+КЛ              | 2+1                | 0+0                | ЛЧ                   | 7                    | 0                    | -             | -             | -             | 47     | 7      |
| 2019–20           | «Ліон»            | Л1                | 25        | 3         | КФ+КЛ              | 4+4                | 3+2                | ЛЧ                   | 8                    | 1                    | -             | -             | -             | 41     | 9      |
| 2020–21           | «Ліон»            | Л1                | 30        | 7         | КФ                 | 3                  | 1                  | -                    | -                    | -                    | -             | -             | -             | 33     | 8      |
| 2021–22           | «Ліон»            | Л1                | 36        | 6         | КФ                 | 0                  | 0                  | ЛЄ                   | 9                    | 2                    | -             | -             | -             | 45     | 8      |
| 2022–23           | «Ліон»            | Л1                | 16        | 1         | КФ                 | 2                  | 0                  | -                    | -                    | -                    | -             | -             | -             | 18     | 1      |
| Усього за «Ліон»  | Усього за «Ліон»  | Усього за «Ліон»  | 179       | 30        |                    | 20                 | 6                  |                      | 34                   | 5                    |               | -             | -             | 233    | 41     |
| Усього за кар'єру | Усього за кар'єру | Усього за кар'єру | 179       | 30        |                    | 20                 | 6                  |                      | 34                   | 5                    |               | -             | -             | 233    | 41     |

## Титули і досягнення
- Чемпіон Саудівської Аравії (1):

«Аль-Іттіхад»: 2024-25
- Володар Королівського кубка Саудівської Аравії (1):

«Аль-Іттіхад»: 2024-25